# A magyar labdarúgó-válogatott 2013. szeptember 10-i mérkőzése
A magyar labdarúgó-válogatott 2014-es labdarúgó-világbajnokság-selejtező mérkőzése Észtország ellen 2013. szeptember 10-én volt. A találkozó végeredménye 5–1 lett.